# IC 3243
IC 3243 ist eine Spiralgalaxie vom Hubble-Typ Sd? im Sternbild Coma Berenices am Nordsternhimmel. Sie ist schätzungsweise 350 Millionen Lichtjahre von der Milchstraße entfernt.
Das Objekt wurde am 23. März 1903 von Max Wolf entdeckt.